# Bantörel
Bantörel (Euphorbia agraria) är en törelväxtart som beskrevs av Friedrich August Marschall von Bieberstein. Enligt Catalogue of Life ingår Bantörel i släktet törlar och familjen törelväxter, men enligt Dyntaxa är tillhörigheten istället släktet törlar och familjen törelväxter. Arten är reproducerande i Sverige. Inga underarter finns listade i Catalogue of Life.